# Guy de Luget
Guy Julien Ernest Delage de Luget, né le 2 février 1884 à La Rochelle et mort le 22 septembre 1961 à Montigny-lès-Metz, est un escrimeur français pratiquant le fleuret.

## Biographie
Guy Julien Ernest Delage de Luget est le fils de Maurice Delage de Luget, directeur de l'Enregistrement du Finistère, et de Marie Martin de Beaucé.
Membre de l'équipe de France de fleuret, il est sacré champion olympique d'escrime par équipe dans cette discipline aux Jeux olympiques d'été de 1924 à Paris.

## Palmarès

### Jeux olympiques
- Jeux olympiques de 1924 à Paris :
  -  Médaille d'or en fleuret par équipe.